# Retabel nr. 28
Retabel nr. 28 (Italiaans: Dossale n. 28) of Polyptiek nr. 28 (Italiaans: Polittico n. 28) is een altaarstuk dat wordt toegeschreven aan de Siënese kunstschilder Duccio di Buoninsegna. Het getal verwijst naar het inventarisnummer in de Pinacoteca Nazionale van Siena.
Het retabel bestaat uit twee registers en borduurt qua vormgeving voort op eerdere altaarstukken van onder anderen Guido da Siena en Vigoroso da Siena, maar in plaats van één breed, liggend paneel, bestaat het altaarstuk nu uit vijf aparte verticale panelen, die oorspronkelijk werden gescheiden door pilastertjes die bekroond waren door pinakels. Deze nieuwe ontwikkeling vond vrijwel gelijktijdig zowel in Siena als in Florence (in de omgeving van Giotto) plaats.
Op de onderste rij panelen is Maria met Kind afgebeeld te midden van de heiligen Augustinus, Paulus, Petrus en Dominicus. De driehoekige panelen erboven tonen de zegenende Christus met vier engelen. Ondanks de slechte staat van het retabel is nog goed te zien, dat dit een van de eerste werken is waarin alle kenmerken van de Siënese school te herkennen zijn: een zacht clair-obscur, ingetogen kleuren (zonder de felle kleurcontrasten van Guido da Siena) en mijmerende expressies met soms een bijna frivool accent, zoals Jezus die aan een slip van de mantel van Maria trekt. Dit is ook de periode waarin de op dat moment ouderwetse Madonna's van Guido da Siena en Coppo di Marcovaldo deels werden overgeschilderd om ze aan te passen aan de moderne stijl van Duccio. Daarentegen blijft Duccio in zijn laatste werken wel de Byzantijnse gezichtstypen van de Madonna en de heiligen trouw en zou hij de verdere ontwikkeling en verwerking van de gotische tendensen overlaten aan zijn leerlingen en opvolgers, zoals Simone Martini en Pietro Lorenzetti.

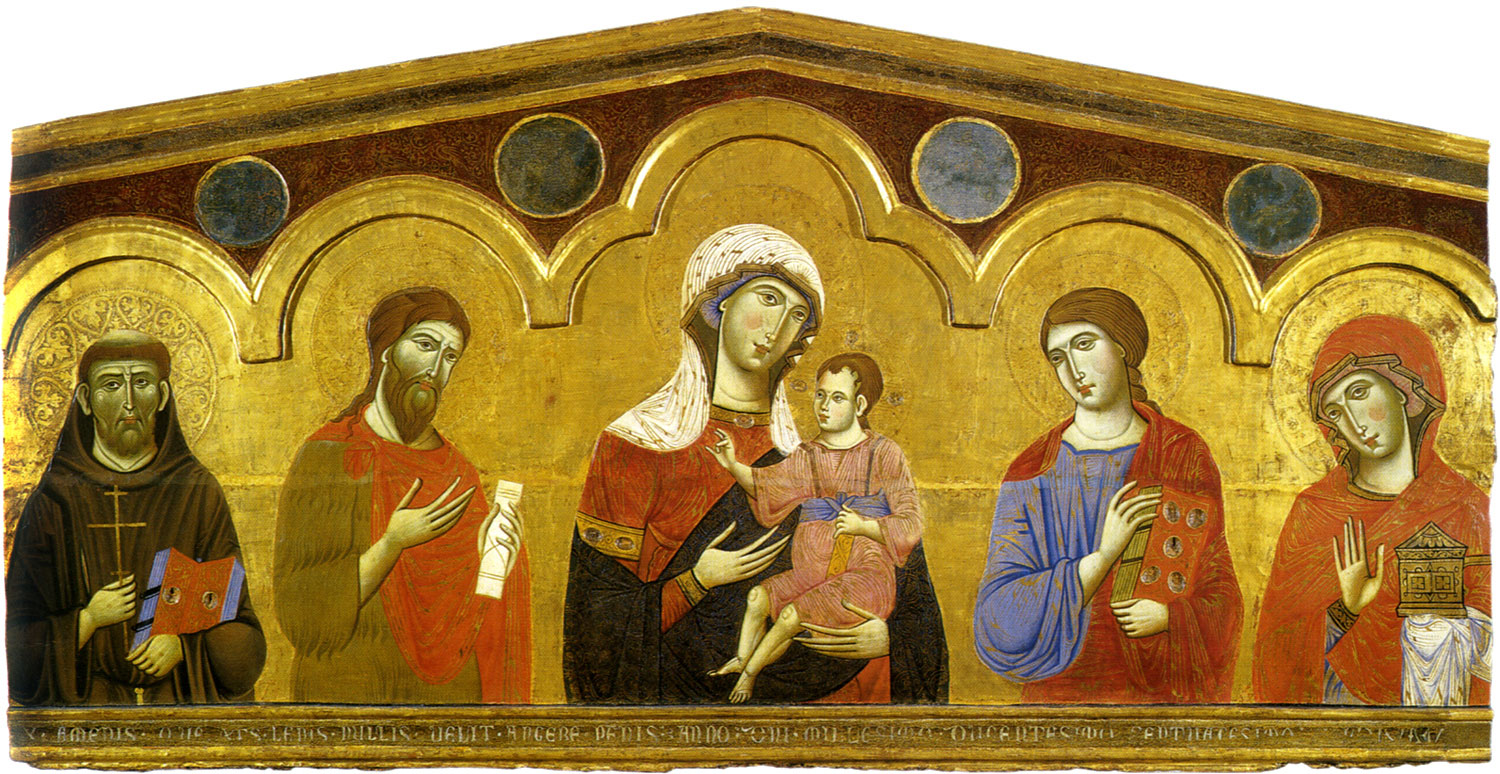
Guido da Siena, Retabel nr. 7, 1270, Pinacoteca nazionale, Siena
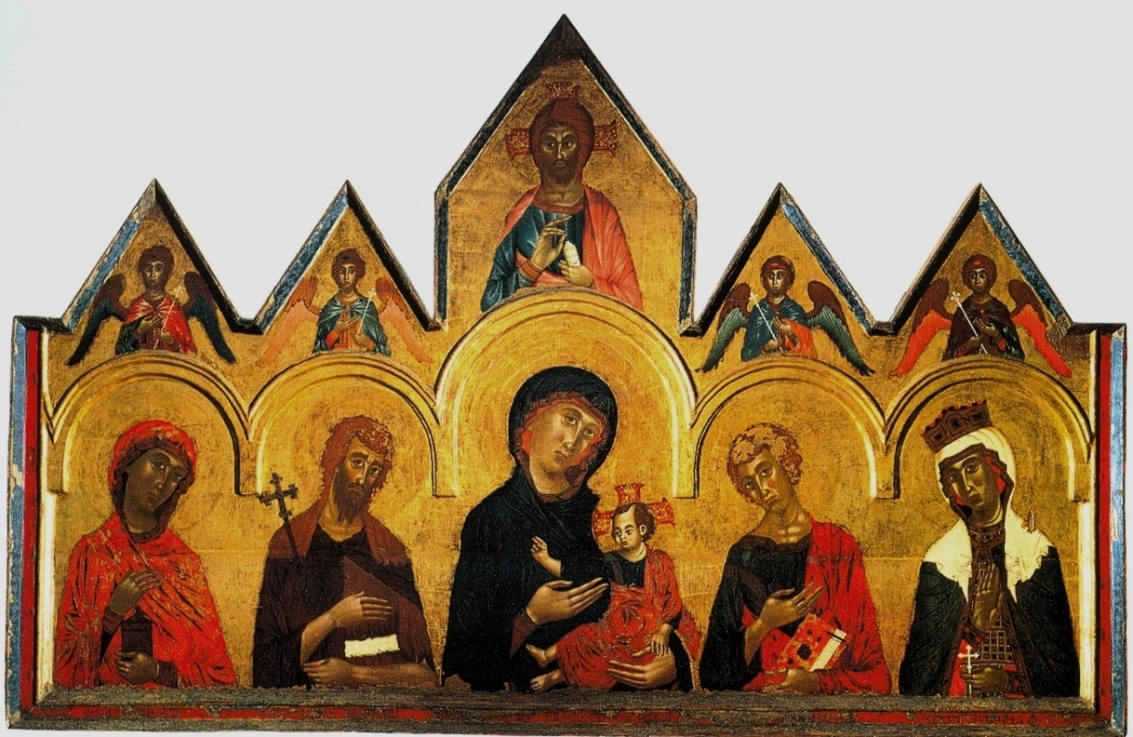
Vigoroso da Siena, Retabel van Perugia, 1291, Galleria nazionale dell'Umbria, Perugia